# Sady (przystanek kolejowy na Białorusi)
Sady (biał. Сады, ros. Сады) – przystanek kolejowy w miejscowości Prybar, w rejonie homelskim, w obwodzie homelskim, na Białorusi. Leży na linii Homel - Łuniniec - Żabinka.